# Giyani
Giyani est une ville de la province du Limpopo, tout au nord de l'Afrique du Sud. Elle fut de 1969 à 1994 la capitale du bantoustan du Gazankulu, censé accueillir les personnes de l'ethnie tsonga (ou shangaan).
L'équipe professionnelle de football du Dynamos FC y est implantée.